# 99 (фильм, 1918)
«99» (венг. A 99-es számú bérkocsi, в переводе с венгерского «Прокатный номер 99») — немой венгерский криминальный фильм 1918 года режиссёра Майкла Кёртиса. Одну из ролей исполнил Бела Лугоши, ещё до того, как эмигрировал в США и прославился.
Премьера фильма состоялась 12 сентября 1918 года. По состоянию на 2021 год фильм считается утерянным.

## Сюжет
Фильм рассказывает историю лондонского полицейского, который посещает «клуб миллионеров» и заключает пари, что он может совершить преступление, которое полиция не обнаружит по крайней мере в течение тридцати дней. Лугоши играет одного из детективов, участвующих в пари.

## В ролях
| Актёр            | Роль              |
| ---------------- | ----------------- |
| Виктор Варкони   |                   |
| Лайош Ретей      | Вернер Шлейниц    |
| Енё Балашша      | Харальд Антерманн |
| Бела Лугоши      | Курт Линнер       |
| Золтан Сереми    | Фридрих Штейнберг |
| Клэр Лотто       | Миа               |
| Дьюла Галь       | инспектор         |
| Оли Споляриц     | Охранник          |
| Ласло З. Мольнар |                   |
| Шандор Гот       |                   |

## Создание
В октябре 1908 года Бела Лугоши подписал контракт с Дьюлой Зилахи и начал выступать на сцене в городе Дебрецене. В своё время Дебрецен был столицей Венгрии. Первые драматические представления в городе, по некоторым данным, состоялись на постоялом дворе в конце 1700-х годов, к 1908 году спектакли уже давно ставились в муниципальном театре Varosi Szinhaz. Альфред Деэши, в немых фильмах которого позже будет сниматься Лугоши в Будапеште, работал актёром в этом городе примерно в то же время, что и Лугоши. Именно тогда Бела смог играть на одной сцене с такими известными актёрами того времени, как Шандор Гот и Дьюла Галь, спустя десять лет они вместе снялись в фильме Майкла Кёртиса «99». В фильме также снялся Виктор Варкони, с которым Лугоши позже будет сниматься в американском фильме 1931 года «Чёрный верблюд». Роль в фильме «99», стала второй ролью Лугоши для студии The Phönix Film Company, первой была главная роль в фильме «Полковник» (1918).

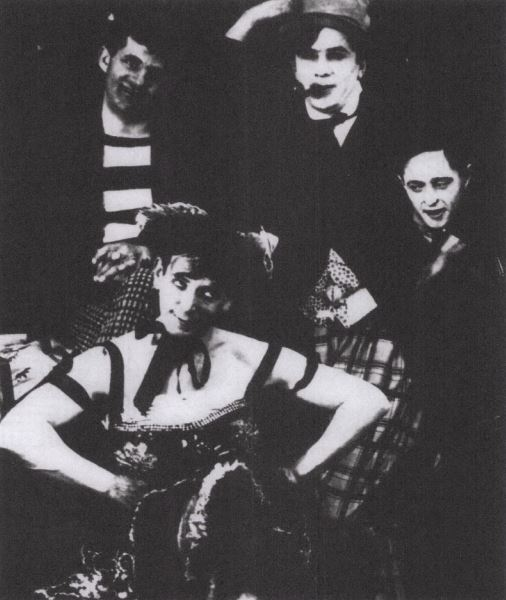
Лугоши на рекламной фотографии для фильма «99».

Сценарий четырехактного криминального фильма написал Иван Шиклоши, художественный руководитель и драматург компании Phönix.

## Релиз
Премьера фильма состоялась в кинотеатре Royal Apollo 31 августа 1918 года. В широкий прокат фильм вышел 8 ноября 1918 года. Хотя фильм «99» был снят после «Полковника», он первым появился на экранах. Он был настолько успешным, что компания Phönix запланировала продолжение под названием «77», в котором должен был сниматься тот же персонаж — лондонский полицейский. Однако, судя по всему, «77» так и не был запущен в производство.
Фильм считется утерянным: на 2021 год не известно ни одной сохранившейся копии.

## Критика
Издание о кино Szinhazi Elet положительно отозвалось о фильме, отметив качественно написанный сценарий Ивана Шиклоши. Издание также отметило режиссуру Майкла Кёртиса, охарактеризовав её «удивительным профессиональным мастерством». Другое венгерское издание о кино, отметило забавную деталь в фильме, которую не заметили авторы картины при её создании: «В одной из сцен детектив [Дьюла] Галь стоит перед дверью и колеблется, размышляя, войти ему или нет. Он держит между зубами сигару, три четверти которой уже выкурены. Следующая сцена (когда детектив входит в комнату) была записана только через день. И режиссёр... и Галь забыли о деталях прошедшего дня... и детектив входит в комнату с огромной, зажжённой сигарой».
В своей книге «Майкл Кёртис: жизнь в кино» (англ. Michael Curtiz: A Life in Film) Алан К. Роде описал ещё один случай на съёмках. Во время типичного для Кёртиса «проявления имперской грубости» на площадке, он приказал Лугоши сделать повторные дубли. «Актер, выведенный из себя манерой Кёртеса, отказался, и его отчитали перед всей труппой. Лугоши ушёл со съёмочной площадки и не возвращался до тех пор, пока Кёртес не согласился извиниться перед ним в присутствии всей съёмочной группы».
Историк кино Иштван Немешкюрти отмечает, что «99» и «Полковник» вошли в число самых успешных венгерских фильмов Кёртиса.